# Oaklands Hunt Club
Der Oaklands Hunt Club ist ein australischer Jagdclub aus Greenvale, Victoria.

## Geschichte
Der Club wurde am 28. Juli 1888 nach seiner ersten Jagd an diesem Tag im Inverness Hotel in Bulla gegründet. 1956 wurde der Pony Club des Clubs gegründet, die die Kinder der Mitglieder zum Reiten ermutigen. Im Rahmen der Olympischen Sommerspiele 1956 in Melbourne wurden auf dem Clubareal der Crosslauf sowie der Geländeritt des Modernen Fünfkampfs ausgetragen.